# آلبرتو اوتارولا
لوئیس آلبرتو اوتارولا پناراندا (زاده ۱۲ فوریه ۱۹۶۷) یک وکیل و سیاستمدار پرویی است که در حال حاضر به عنوان نخست‌وزیر پرو خدمت می‌کند. او پیش از این دو بار به عنوان وزیر دفاع، در دوران ریاست‌جمهوری اولانتا هومالا و دینا بولوارته خدمت کرد.
در دوران حکومت بولوارته، دو قتل‌عام تحت رهبری او رخ داد. قتل‌عام آیاکوچو در زمانی که او وزیر دفاع بود و قتل‌عام جولیاکا پس از ارتقاء او به سمت نخست‌وزیری. دادستان کل پرو پاتریشیا بناویدس در ۱۰ ژانویه ۲۰۲۳ تحقیقاتی را برای جنایات ادعایی نسل‌کشی، قتل و جراحات جدی علیه رئیس‌جمهور بولوارته و نخست‌وزیر اوتارولا اعلام کرد.